# Vicente Ruiz Soro
Vicente Ruiz Soro, más conocido como "El Soro" (Foios, Valencia, 30 de mayo de 1962), es un torero español.

## Carrera profesional
Su éxito en España, Francia y Suramérica a lo largo de la década de los 80 y 90 fue rotundo. Gozaba de un merecido prestigio en el mundo del toro con su compañero de silla Andreu. Su singular estilo de torear y de vivir, apasionado, con mucho sentimiento, valentía y voluntad, le llevó a la fama y luego a la ruina.
Pero El Soro destacaba especialmente en la suerte de banderillas, donde era considerado un verdadero maestro y así lo demostraba el público cuando le insistía para que ejecutara ese tercio en las faenas en las plazas. Está considerado por la crítica taurina como uno de los mejores banderilleros. En las banderillas inventó nuevas formas en la reunión, como "el molinillo" o  "la moviola", que son complicadas y vistosas de colocarlas. 
El Soro es el único superviviente de los tres toreros del cartel de Pozoblanco (Córdoba) el 26 de septiembre de 1984, día en que resultó mortalmente herido "Paquirri" en esa misma plaza.

## Accidente, retirada y reaparición
El 7 de octubre de 1993 sufrió una grave lesión en la rodilla izquierda en la plaza de toros de Montoro (Córdoba), tarde lluviosa donde el piso estaba resbaladizo. El torero, al poner un par de banderillas, se escurrió dañándose la rodilla. Toreaba con Palomo Linares y Rafael González Chiquilin en las fiesta de la patrona de la Virgen del Rosario. El accidente le afectó gravemente a la rodilla pero no le retiró. Su última faena la realizó en la plaza portátil de Segorbe (Castellón) en un festival a beneficio del centro ocupacional el 9 de abril de 1994. Un día antes se había encerrado con seis toros en Benidorm (corrida transmitida en canal9) en la que se le veía visiblemente mermado de facultades, Vestia un terno precioso nazareno y oro, que llevó  también en las fallas de 1993. Ha padecido 34 operaciones en la rodilla, siempre con la gran esperanza de volver a torear. Reaparece en España en un festival en Valmaseda (Vizcaya) en julio de 2014, cortando una oreja. Vuelve a vestir el traje de luces en la plaza de toros de Játiva el 17 de agosto de 2014. Lo hace con éxito cortando las dos orejas del cuarto de la tarde, demostrando que el sorismo sigue vivo. Y lo vuelve a demostrar en una corrida histórica en la localidad de Foyos el 7 de diciembre de 2014, dándole la alternativa a su paisano Rafael de Foyos, cortando tres orejas y saliendo a hombros. Y por fin pudo cumplir uno de sus sueños, volver a vestirse de torero en su Valencia. Ha sido en estas Fallas 2015. Acompañado en la ocasión de Enrique Ponce y José Mari Manzanares. Corta una oreja a su primero, dando una lección de pundonor y entrega. A su segundo lo recibe a portagayola sentado en una silla y lo banderillea extraordinariamente bien, par del molinillo incluido.

## Comentarista en Canal 9
Desde la década de los 90 trabaja como periodista y comentarista de toros en Canal 9-TVV, en los programas y espacios específicos que la televisión pública valenciana dedica al mundo de los toros. Aporta su visión como profesional y gran conocedor de los toros.

## Pasodoble
El Soro tiene un pasodoble dedicado a su persona con el nombre de "Vicente Ruiz El Soro". Es obra del autor musical Enrique Ros.
- Passodoble "El Soro"

## Homenajes
Ha recibo multitud de homenajes. Posiblemente el más multitudinario y sentido se realizó en la plaza de toros de Valencia. También tiene tres calles con su nombre: una en su población natal, Foyos, otra en Segorbe y la tercera en Turís (Valencia) desde el 10 de diciembre de 2015.